# گزارش قوانین حقوق بشر آفریقا
گزارش قوانین حقوق بشر آفریقا (انگلیسی: African Human Rights Law Reports) یک مجله حقوقی سالانه است که توسط JUTA Law از طرف مرکز حقوق بشر دانشگاه پرتوریا منتشر می‌شود. این مجله حاوی تصمیمات قانونی مربوط به قانون بین‌المللی حقوق بشر در آفریقا است. اینها شامل تصمیم‌گیری‌های داخلی انتخاب شده از سراسر قاره، و همچنین تصمیمات کمیسیون آفریقایی حقوق بشر و نهادهای سازمان ملل متحد مربوط به کشورهای آفریقایی می‌باشد. این مجله به زبان‌های انگلیسی و فرانسوی منتشر شده و در کتاب‌شناسی بین‌المللی علوم اجتماعی فهرست شده‌است.